# Склеп Деметри

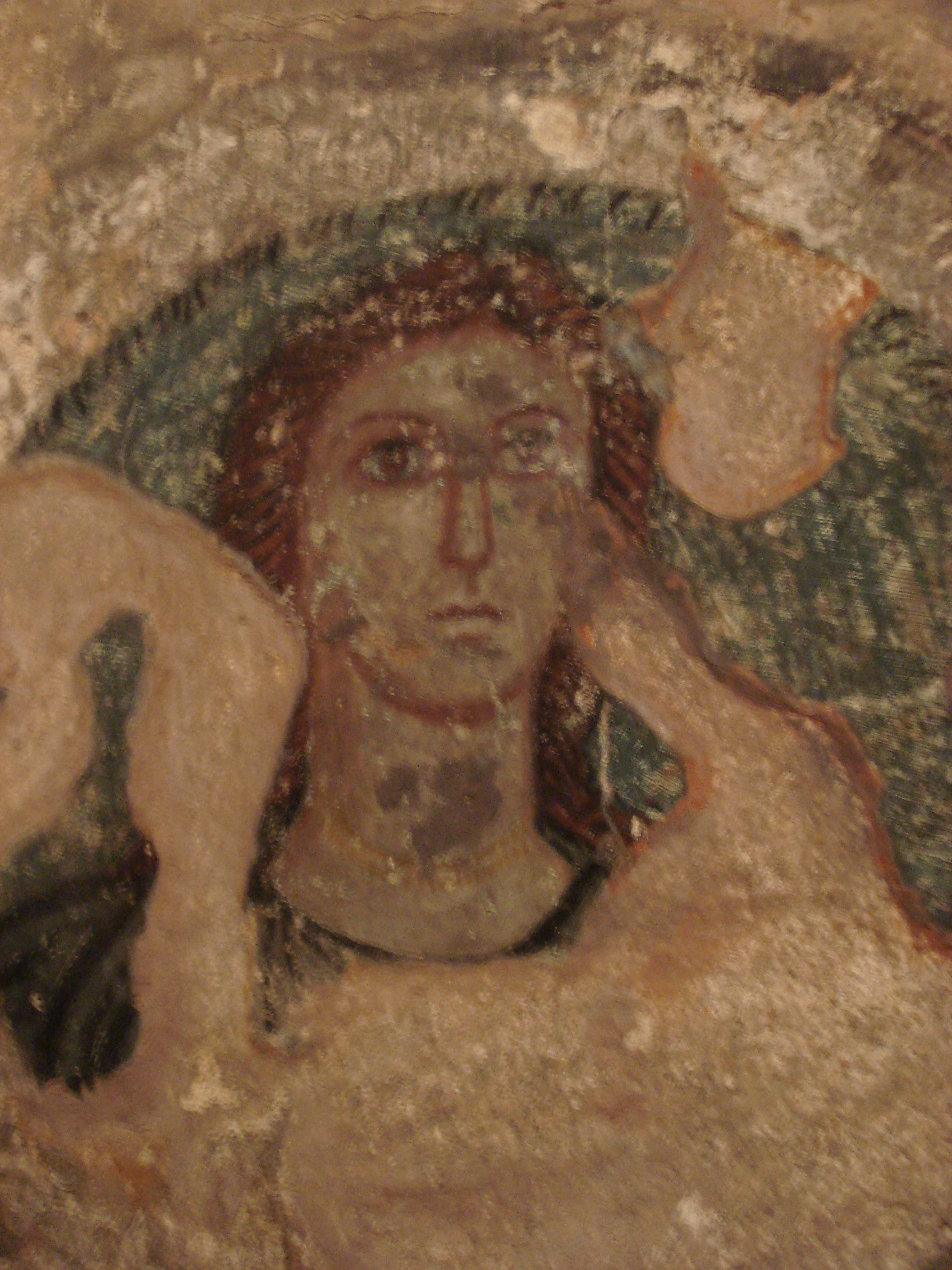
Фреска Деметри на стелі склепу

Склеп Деметри — пам'ятка мистецтва Північного Причорномор'я римського періоду початку I століття нашої ери в Керчі. Знайдена російським археологом Владиславом Шкорпілом 1894 року. Він збудований у формі напівциліндричної схеми з орнаментами та малюнками на стінах, а його розміри 2,2 × 2,75 м. Центральним зображення є фреска богині Деметри, виконане в елліністичній традиції з впливом скіфської, меотської та сарматської культур. Пам'ятка культурної спадщини України національного значення № 010020-Н.
Перший архітектурний опис опубліковано 1914 року Михайлом Ростовцевим. Після 1917 року всі старожитності Керчі відповідно до декретів радянської влади перейшли на державний облік. 1926 року під час конференції на честь 100-ї річниці Керченського музею старожитностей спеціалісти вказували на катастрофічне становище зі збереженням пам'ятки. Акти робіт 1927, 1938, 1945 і 1949 років підтвердили руйнування пам'ятки. Наприкінці 1980-х років розпочався підготовчий етап до реставрації малюнків. З 2018 року склеп та малюнки на його стінах, а також склеп-копія під загрозою знищення.
Монографія «Склеп Деметри» Керченського історико-археологічного музею 2009 року вважається першою синтезуючою працею присвяченою пам'ятці.

## Опис пам'ятки

### Архітектура склепу

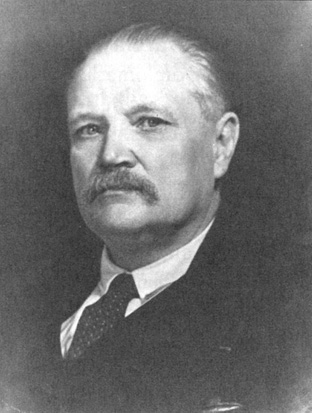
Михайло Ростовцев

Склепу Деметри притаманні простота та лаконізм архітектурних форм. Вперше її обміри зробили після відкриття пам'ятки у 1895 році. Згодом обміри повторили на замовлення Імператорської Археологічної Комісії 1911 року. Перший архітектурний опис опубліковано 1914 року Михайлом Ростовцевим, який описав архітектуру й поховальну камеру та дромос.
До цього час не існує точного наукового визначення типу архітектурної споруди склепу Деметри серед всіх аналогів боспорських погребальних пам'яток того часу. За припущенням дослідників, подібна практика мальовничого декору наслідувана з території Балканського півострова, адже є схожі риси з погребального склепу IV столітті нашої ери в Сілістрі.
Склеп Деметри не має типового для Пантікапею курганного насипу. Натомість споруду зведено біля природного схилу. Глибина підкладок становить 5,4 м від рівня поверхні. Споруда має вигляд однокамерного склепу прямокутної форми та короткого дромоса. Дромос зберігся повністю та слугував коридором до склепу. Його розмір на східній частині стіни складає 0,8 м, висота 2,45 м західний, 0,74 м, нижня 0,62 м, верхня 2,5 м. Стіни дромоса побудовані за орфостатно-постільною системою. Відзначається інтенсивність прокладання стін та лицевих фасадів
Стіни склепу покладені з плит місцевого черепашнику у строгій постільній системі вертикальних швів. Висота нижніх рядів становить 0,4 м, верхніх — 0,56 м. У кладці стін використовували глинястий розчин, деколи додавали вапнякову крихту. Товщина східних стін — 0,64—0,74 м, західних 0,6—0,7 м, південних — 0,52—0,6 м.

### Розпис
До 2009 року збережена більша частина розписів склепу Деметри. В їхній основі — гомерівський гімн про страждання Деметри через втрату доньки. У своєму стилі митець поєднав еллінізм та місцевий стиль. Художник обрав жовту, білу, бежево-коричневу, зелену, синю та чорну кольорову гамму розписів. Мистецтвознавці припускають, що подібні релігійні кольори символізують ставлення боспорців до потойбічного світу.
Оформлення склепу містить сюжет античної міфології. На заході заходить сонце, яке символізує царство темряви. До заходу швидко мчиться колісниця Плутона, який викрав Кору. Також намальовані фігури німфи Каліпсо, яка зустрічала душі померлих. Звідки в потойбічний світ йде Гермес. Портрет Деметри розташований у центрі склепу. Вона граційно повертається на захід.
Художнику вдалося зробити малюнок анатомічно правильним. В ньому простежуються психологічні моменти строгості, є великі та широко розкриті вуста, які демонструють сум і біль матері, яка розшукає свою дитину. Навколо медальйону є зображення зелених листочків і пелюстків троянд, гірлянд, птахів та плодів фруктів. З північної та південної сторони є букет білих маків, зав'язаних стрічкою. Це алюзія до гомерівського гімну про Кору.
Стіни мають три ніші. Вони пофарбовані в чорний колір з незначними листками дерев темно-зеленого кольору. Обидва їхні боки прикрашені виноградними лозами та гранатом. Ще 1896 року Карл Думберг писав, що виноград пофарбовано червоним. Проте, 2009 року він коричневого кольору.

### Іконографія

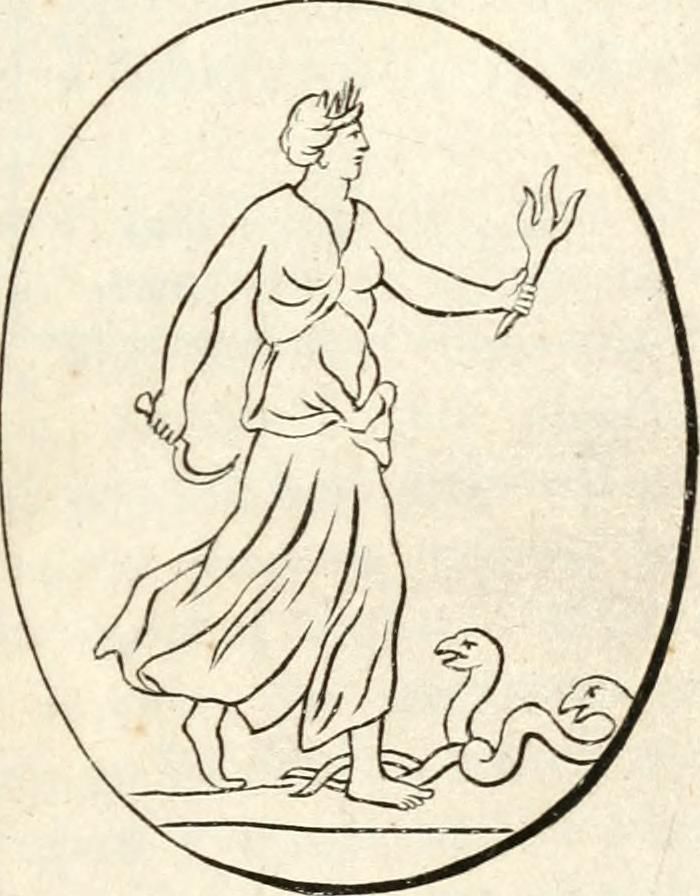
Богиня Деметра, 1830

Пофарбований в перспективі дентикули карниз відокремлює основну зону стін від люнетів на короткі місця камер склепу. Люнет на південній стіні навпроти входу прикрашений фігурною сценою, яка ілюструє викрадення Персефони Аїдом та позначено грецькими буквами як Плутон. Плутон зображений одягненим бородатим чоловіком. Його тіло видно з правого боку, а голова — спереду.
Персефона намальована як маленька фігура, що зображена спереду. Довговолоса богиня стоїть в колісниці, одягнена в хітон без рукавів. Двоколісна колісниця є простою конструкцією з низькими поручнями, прикрашена простими гірляндами. Вона рухається праворуч двома парами коричневих і чорних коней. Маленький і голий візник, здається, «літає» над кіньми. Оскільки провідник немає крил та інших атрибутів — він не є ідентифікованим. Обабіч основного сюжету два птахи, намальовані в геральдичному стилі.
На протилежній стіні, яка звернена до дверного отвору в могилу, видно дві фігури. Праворуч від вхідних дверей з'являється Гермес, ім'я якого написано грецькими літерами над його головою. Нині частково зруйнована фігура, здається, поспішає направо, простягаючи праву руку до входу в склеп, тримає в лівій руці кадуцей.
З лівого боку від вхідних дверей зображена жінка, яка стоїть і оплакує дитину. Вона одягнена у хітон та гімнацію. Це — Каліпсо. Над обома фігурами, знову розділеними пофарбованим зубчастим карнизом, люнет прикрашений довгою та асиметричною квітковою гірляндою зі зображеннями квітів і гранатів.
У композиції пофарбованої стелі переважає центральний медальйон, який прикрашає бюст богині Деметри. У неї теплий глибокий синій хітон і намисто. Її обличчя також повернене в правий бік і показує великі та виразні карі очі. Має довге та темне волосся. Стеля навколо неї прикрашена кількома абстрактними орнаментами та з кожного боку — геральдичними композиціями птахів та гранатів на гілках. На коротких боках зображені букети квітів.

## Відкриття та дослідження

### Відкриття
Владислав Шкропіл
3 березня 1896 року Владислав Шкропіла зробив спеціальне повідомлення в Одеському товаристві історії та старожитностей про те, як за рік перед тим виявив склеп у дворі будинку № 10 на вулиці 4-й Продольній у Керчі. Склеп Деметри виявився непограбованим, знайдені в ньому речі передали до Ермітажу. Директор Керченського музею Карл Думберг у звіті 1897 року повідомляв, що 1896 року вдалося зняти копії пам'ятки.

### Дослідження
Повноцінно пам'ятку введено в науковий обіг Михайлом Ростовцевим, котрий подав опис, структуру та характер малюнків 1914 року у праці «Античний декоративний живопис на півдні Росії». Ця праця вважається «еталоною» і нині є актуальною. Після Другої світової війни описано завдану шкоду склепу Деметри під час німецької окупації.
Окрема монографія «Склеп Деметри» співробітників Керченського історико-археологічного музею 2009 року вважається першою спробою синтезу мистецтвознавчих досліджень присвячений склепу Деметри.

### Консервація

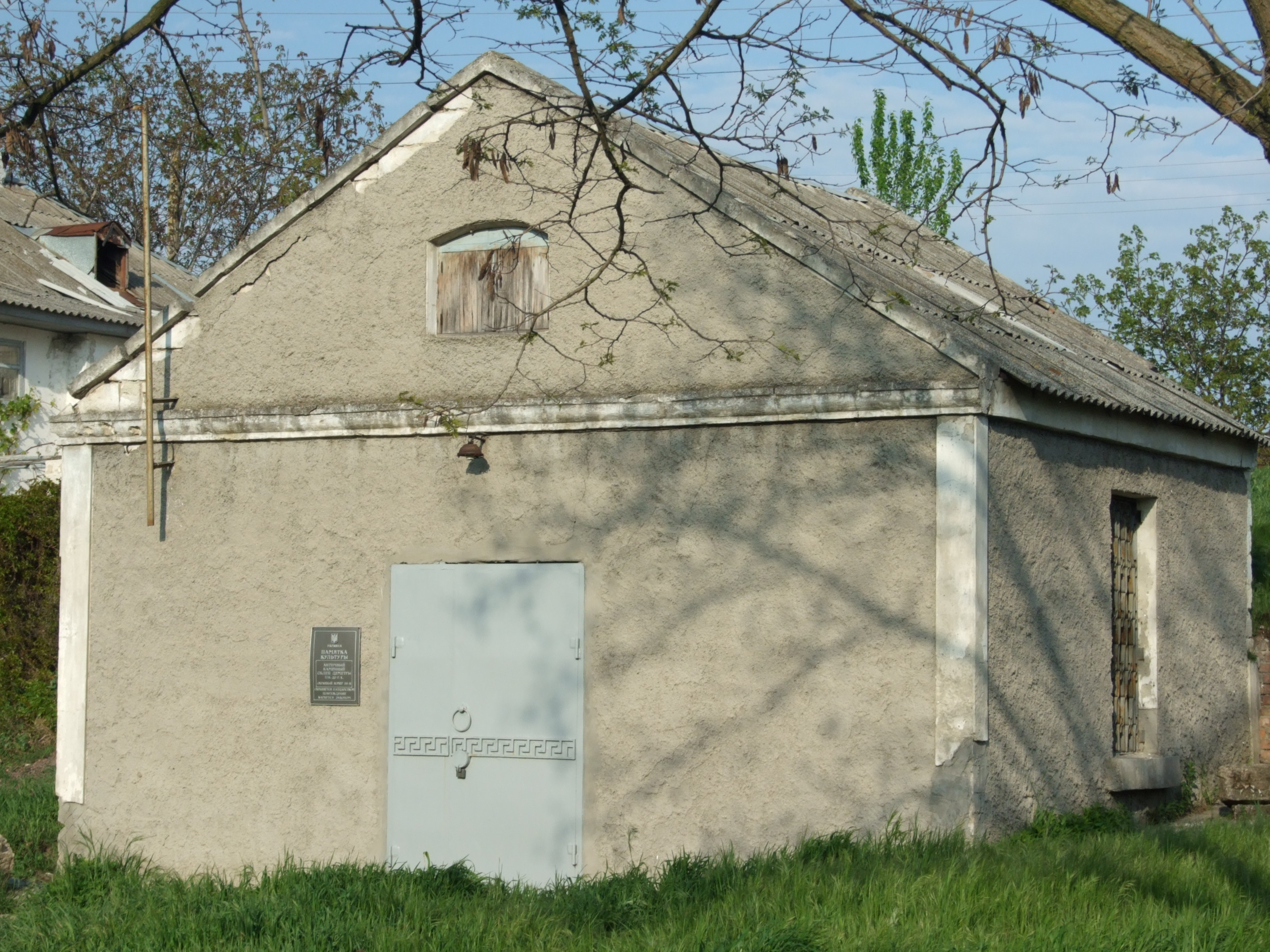
Будівля Склепу Деметри, 2012 рік

Після 1914 року погіршується стан збереження пам'ятки. 1917 року всі старожитності Керчі відповідно до декретів радянської влади перейшли на державний облік. 1926 року під час конференції на честь 100-ї річниці Керченського музею старожитностей дослідники вказували на катастрофічне становище із збереженням пам'ятки. Учасники конференції не підтримали пропозицію про консервацію.
Наступні акти робіт 1927, 1938, 1945 і 1949 років підтвердили руйнування пам'ятки. Для недопущення руйнування склепу 1950 року проведено спеціальні гідрогеологічні дослідження, а також інтенсивні інженерні роботи з осушення споруди під керуванням кандидата геологічно-мінералогічних наук Володимира Слав'янова. Питання підтоплення споруди вирішити не вдалось.
Після цього значні зміни гідрогеологічних умов призвели до того, що вода стала інтенсивно підійматися, найвище 1977 року до 100 см. Тож обговорювалась ідея підняти склеп, зняти малюнки зі стін. Проєкт відхилено через можливість значного засолення тиньки та загрозу втрати малювання при висиханні. Для цього спеціалізовані інститути Держбуду УРСР розробили декілька проєктів дренажу, але всупереч рекомендаціям інституту «УкркомунНДІпроект» місцева влада розробила проєкт дощової каналізації в районі склепу Деметри. У процесі будівництва місцеві органи охорони пам'яток і дирекція Керченського заповідника не взяли до уваги рекомендації інституту «УкркомунНДІпроект».
Наприкінці 1980-х років збудовано дренажну систему, проведено впорядкування території. Разом з тим, підготовчий етап до реставрації малюнків так і не завершився.

### Сучасний стан
Російська окупаційна влада присвоїла склепу Деметри статус пам'ятки федерального значення. З 2018 року почалось інтенсивне будівництво торгового центру поруч історичного центру. Склеп та малюнки на його стінах, а також склеп-копія під загрозою знищення.